# Roppen
Roppen ist eine österreichische Gemeinde im Bezirk Imst (Gerichtsbezirk Silz) in Tirol mit 1951 Einwohnern (Stand 1. Jänner 2024).

## Geografie
Die Gemeinde Roppen mit ihrem gleichnamigen Hauptort liegt fünf Kilometer südöstlich der Stadt Imst zwischen den Mündungen der Pitze und der Ötztaler Ache in den Inn. Im Norden ist die Gemeinde durch den Tschirgant, im Süden durch den Wildgrat begrenzt. Die Gemeinde hat eine Fläche von rund 30 Quadratkilometern. Davon werden sechs Prozent landwirtschaftlich genutzt, mehr als die Hälfte ist bewaldet, elf Prozent sind Almen und mehr als ein Viertel alpines Gebiet. Die im Gemeindegebiet befindlichen Leonhards- und Waldelesbach münden ebenfalls in den Inn.

### Gliederung
Neben Roppen gehören folgende Siedlungen zur Gemeinde:
- Hoheneck
- Waldele
- Mühle
- Höfle/Höfele
- Obbruck
- Lehne
- Mairhof
- Oberängern
- Neufeldsiedlung
- Löckpuit
- Wolfausiedlung
- Innkniesiedlung
- Ötzbruck
- Trankhütte
- Industriegebiet Tschirgant

### Nachbargemeinden
| Karres          | Karrösten Tarrenz                           | Haiming  |
| Arzl im Pitztal | Kompassrose, die auf Nachbargemeinden zeigt | Sautens  |
| Jerzens         |                                             | Umhausen |

## Geschichte
Die Besiedelung begann bereits vor etwa 3.000 Jahren, wie Funde im Bereich des „Burschls“ beweisen. Der Dorfname wurde erstmals im Jahre 1260 als Roupen urkundlich erwähnt. Es liegt das antike Wort *raup-an o. ä. zugrunde, was eine felsige Gegend benennt (vgl. lateinisch rupes ‚felsiger Hang‘).
Bereits 1337 wurde in Roppen eine „Lienhardskirche“ erwähnt, die von Imst aus betreut wurde. Von 1534 bis 1745 war der Kaplan in Karres für die Gemeinde zuständig. 1745 erhielt Roppen eine eigene Kuratie und ist seit 1891 eine eigene Pfarre
Der im 15. Jahrhundert beginnende Bergbau am Tschirgant breitete sich bis Roppen aus, so scheint um 1535 ein Ruepp Kölle in Roppen als Gerwerker eine Grube auf. Größere Bedeutung erlangte Roppen jedoch dadurch, dass hier der Ausgangspunkt der Erz- und Holzflößerei war. Die Holzflößerei geht weit zurück, bereits in einer Rechnung des Salzmaieramtes in Hall aus dem Jahr 1300 wird von einer Holztrift am Inn bei Waldele berichtet. Das am Tschirgant abgebaute Erz wurde beim „Arzstadel“ gesammelt. Die Flöße wurden in Roppen gebaut, indem Baumstämme mit Klammern verbunden wurden. Die Beladung der Flöße erfolgte meist unterhalb der Mautbrücke an der "Lehne". Neben Erz und geschmolzenem Gut wurde auch Scheiterholz transportiert. Die Fahrt ging bis Innsbruck, Hall oder Schwaz. Das Scheiterholz wurde in den Hochöfen verbrannt, die Stämme wurden zu Wasserleitungsrohren verarbeitet oder als Bauholz verwendet. Die Flößer kamen entweder zu Fuß oder mit dem Poststellwagen wieder in ihr Dorf zurück. Es waren größtenteils Bauern, die sich so einen Zusatzverdienst erwarben. Der Bergbau nahm im 17. Jahrhundert ab und kam 1740 zum Erliegen. Die Flößerei ging zurück, wurde wieder zum reinen Holztransport und mit der Inbetriebnahme der Arlbergbahn 1884 allmählich eingestellt.

### Bevölkerungsentwicklung

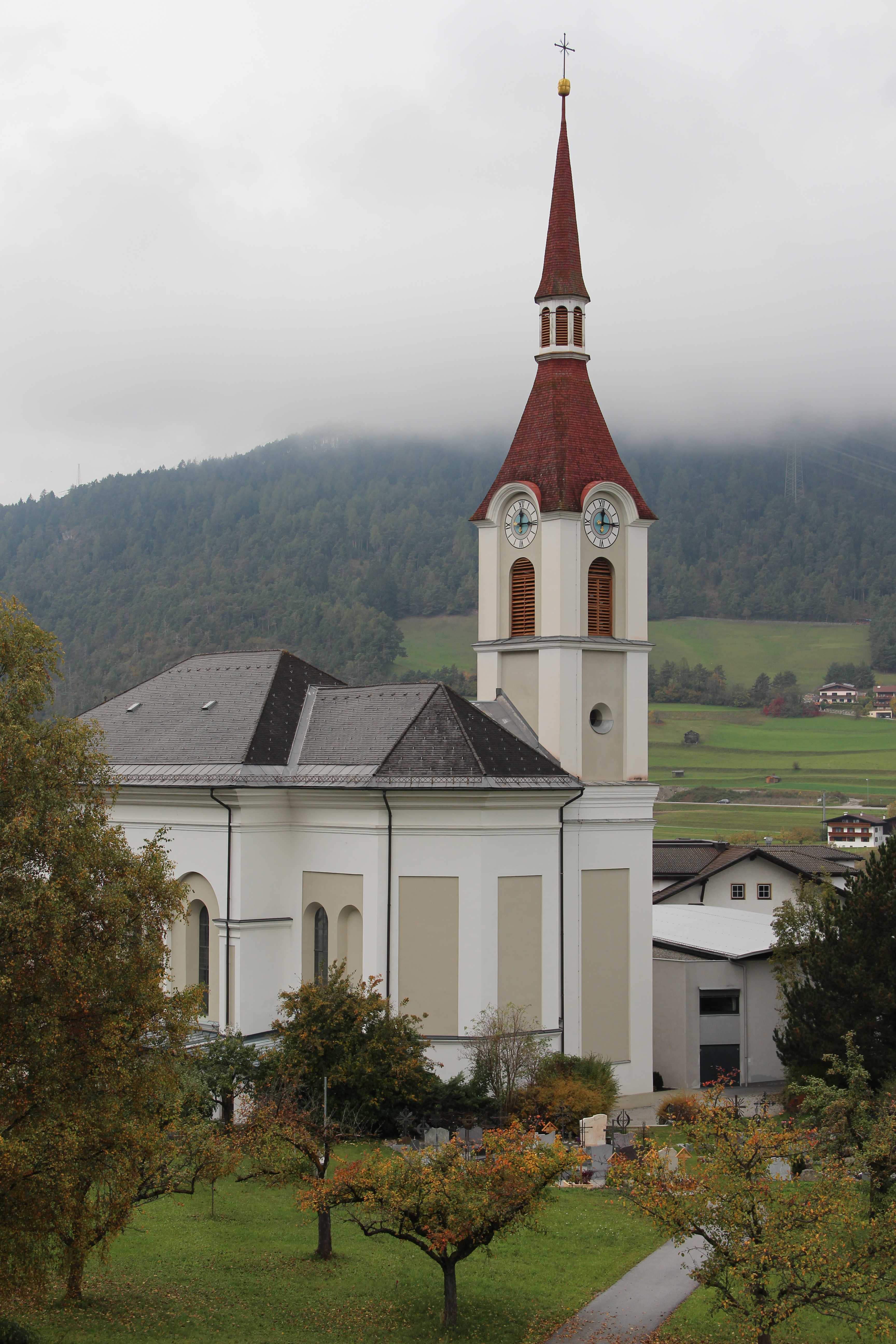
Pfarrkirche Roppen im Ortsteil Mairhof

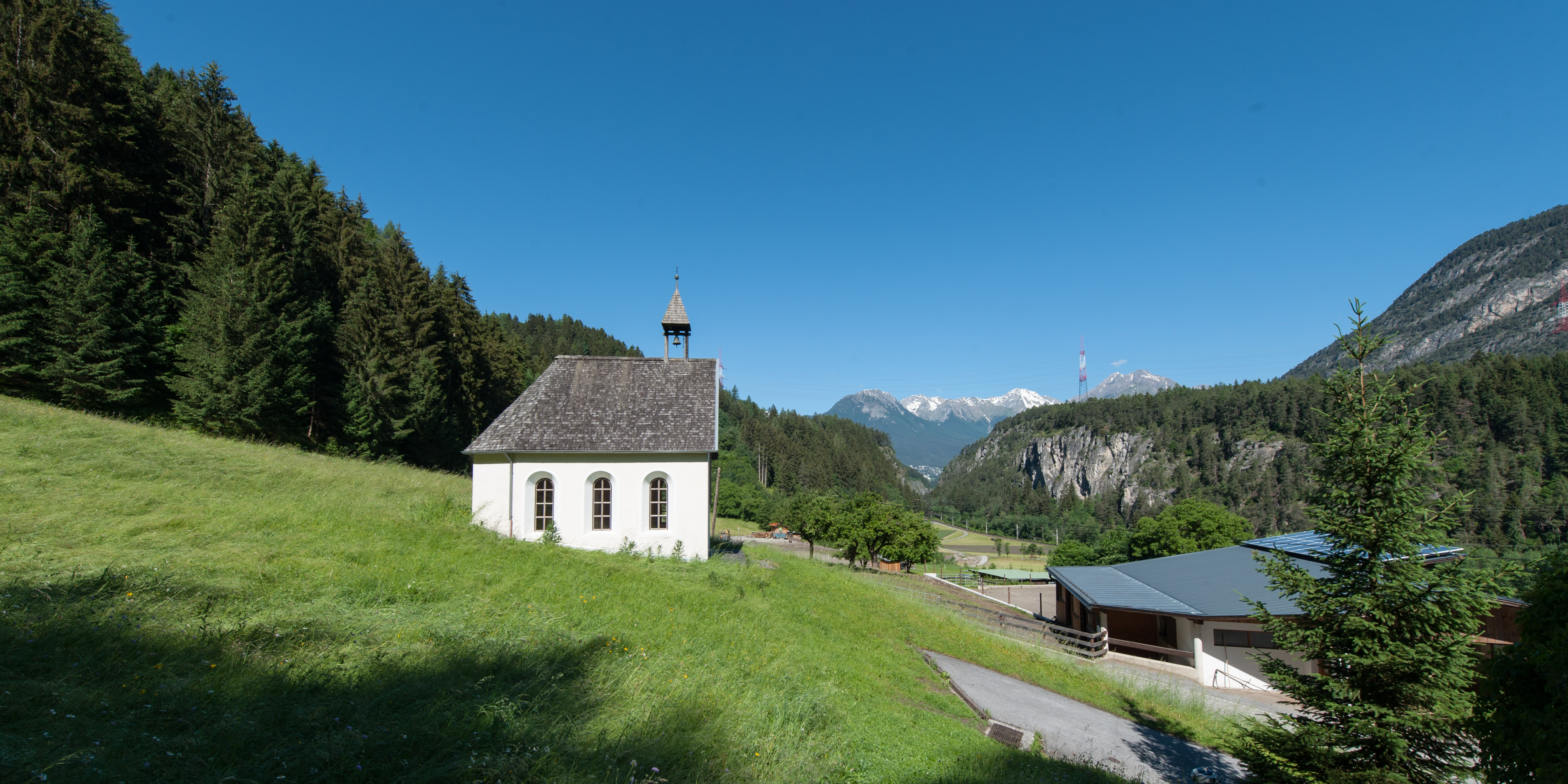
Kapelle hl. Markus in Waldele.

EinwohnerJahr30060090012001500180021001860189019201950198020102040EinwohnerEinwohnerentwicklung von Roppen

## Kultur und Sehenswürdigkeiten
- Bruder-Klaus-Kapelle
- Burschl
- Leonhardskirche
- Kapelle hl. Markus
- Naturschutzgebiet Tschirgant-Bergsturz[7]
- Erdpyramiden
- Der alte Ortskern um die Leonhardskirche mit dem Festplatz am Schulhof-Areal
- Römerbad am Inntal-Radweg
- Alle vier Jahre veranstaltet Roppen eine Fasnacht, die dem Imster Schemenlauf ähnlich ist.

### Sport
- Area 47: Sommerfreizeitareal

## Wirtschaft und Infrastruktur
Roppen ist aufgrund seiner sonnigen Lage und klimatischen angenehmen Bedingungen für seine Obstanlagen, in denen alte Apfelsorten, Birnen, Steinobst und sogar Weintrauben bestens gedeihen, bekannt. Wichtige Branchen sind die Metall- und Industriebranche.

### Wirtschaftssektoren
Von den 64 landwirtschaftlichen Betrieben des Jahres 2010 wurden sechs im Haupt-, 53 im Nebenerwerb, eine von einer Personengemeinschaft und vier von juristischen Personen betrieben. Diese vier bewirtschafteten mehr als zwei Drittel der Flächen. Mehr als achtzig Prozent der Erwerbstätigen des Produktionssektors arbeiteten im Bereich Herstellung von Waren. Die größten Arbeitgeber des Dienstleistungssektors waren die Bereiche Handel und soziale und öffentliche Dienste.
| Wirtschaftssektor            | Anzahl Betriebe | Anzahl Betriebe | Erwerbstätige | Erwerbstätige |
| Wirtschaftssektor            | 2011            | 2001            | 2011          | 2001          |
| ---------------------------- | --------------- | --------------- | ------------- | ------------- |
| Land- und Forstwirtschaft 1) | 64              | 73              | 27            | 6             |
| Produktion                   | 17              | 16              | 368           | 256           |
| Dienstleistung               | 43              | 33              | 115           | 132           |

1) Betriebe mit Fläche in den Jahren 2010 und 1999
| Im Jahr 2011 lebten 849 Erwerbstätige in Roppen. Davon arbeiteten 130 in der Gemeinde, mehr als achtzig Prozent pendelten aus. Die Nähe zum Ötztal und Pitztal, sowie ihre zentrale Lage im Wildwasser- und Raftinggebiet Imster-Schlucht, sorgen dafür, dass in der Inntal-Gemeinde auch Tourismus ein wichtiger Wirtschaftszweig ist. Durch das 2010 eröffnete Freizeitareal „Area 47“, das zum Großteil auf Roppener Gemeindegebiet liegt, soll vor allem der Sommertourismus weiter ausgebaut werden. Die Anzahl der Übernachtungen stieg von 25.000 im Jahr 2010 auf 48.000 im Jahr 2019. Mehr als neunzig Prozenten entfallen auf die Monate Mai bis September. | Die zur Anzeige dieser Grafik verwendete Erweiterung wurde dauerhaft deaktiviert. Wir arbeiten aktuell daran, diese und weitere betroffene Grafiken auf ein neues Format umzustellen. (Mehr dazu) |

### Tourismus

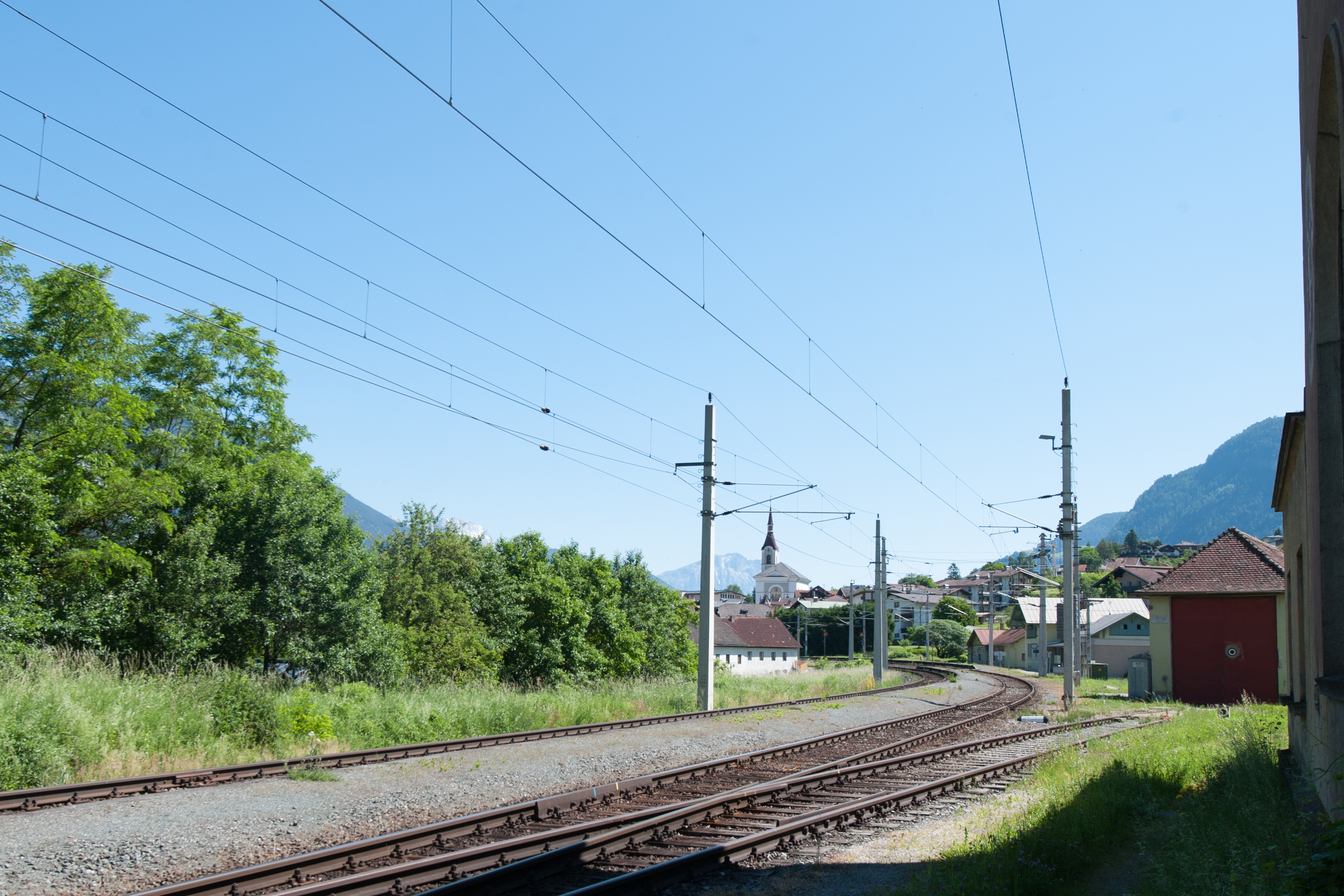
Arlbergbahn bei Roppen

### Verkehr
- Eisenbahn: Roppen hat einen Bahnhof an der Arlbergbahn mit stündlichen Regionalexpress-Verbindungen nach Innsbruck (Stand 2021).[13]
- Straße: Sowohl die Tiroler Straße B171 als auch die Inntal Autobahn A12 verlaufen durch das Gemeindegebiet.
- Rad: Der 520 Kilometer lange Inn-Radweg von St. Moritz nach Passau führt durch Roppen.[14]

## Politik

### Gemeinderat
Der Gemeinderat besteht aus 13 Volksvertretern.
| Partei                                            | 2022  | 2022    | 2016  | 2016    | 2010  | 2010    |
| Partei                                            | %     | Mandate | %     | Mandate | %     | Mandate |
| ------------------------------------------------- | ----- | ------- | ----- | ------- | ----- | ------- |
| SPÖ Roppen, Bürgermeister Ingo Mayr (SPÖ)         | 40,72 | 5       | 37,16 | 5       | 41,90 | 5       |
| Gemeinsam für Roppen – Team Günter Neururer (GFR) | 35,37 | 5       | 34,25 | 5       | 20.76 | 3       |
| Aktiv für Roppen (AFR)                            | 23,91 | 3       |       |         |       |         |
| Initiativ für Roppen, Roppner Volkspartei 1)      |       |         | 17,12 | 2       | 18,16 | 3       |
| Zukunft Roppen                                    |       |         | 6,88  | 1       |       |         |
| Frei und Gerecht für Roppen                       |       |         | 4,59  | 0       |       |         |
| Peter Prantl und sein Wirtschaftsteam             |       |         |       |         | 11,73 | 1       |
| Junge Aktive                                      |       |         |       |         | 7,45  | 1       |

1) Der Name im Jahr 2010 lautete "Roppner Volkspartei"

### Bürgermeister
- seit 2004: Ingo Mayr (SPÖ Roppen)[19][15]

### Wappen
Der Gemeinde wurde 1973 folgendes Wappen verliehen: Ein blauer Pfahl, begleitet von vier silbernen Spitzen in Blau.
Die stürzenden Spitzen verdeutlichen den aus römischer Zeit stammenden Ortsnamen Rupes („felsiger Hang“) und stehen für die Lage am Rand des gewaltigen Tschirgant-Bergsturzes.

### Partnerschaften
- Forchheim in Oberfranken im Freistaat Bayern, Deutschland[23]

## Persönlichkeiten

### Söhne und Töchter der Gemeinde
- Peter Paul Pfausler (1871–1924), Psychiater, Landwirtschaftsfachmann und Landeskulturrat
- Johannes Raffl (1858–1927), Brixener Fürstbischof